# Manuel Ramírez
Manuel Ramírez (1864-1916) va ser un lutier aragonès.
Nascut a Alhama de Aragón, es traslladà a Madrid amb el seu germà José, on s'establiren com a constructors de guitarres. Al cap d'uns anys, s'independitzà i fixà el seu taller al carrer d'Arlabán, on construí magnífiques guitarres utilitzades per grans concertistes com Andrés Segovia.
Fou reparador del Conservatori de Música de Madrid, on se li despertà la inquietud de construir instruments d'arc. Els seus violins són de bona factura i bona sonoritat, encara que no gaire potents.